# Santa María Xonacatepec
Santa María Xonacatepec är en ort i Mexiko.   Den ligger i kommunen Puebla och delstaten Puebla, i den sydöstra delen av landet, 110 km öster om huvudstaden Mexico City. Santa María Xonacatepec ligger 2 351 meter över havet och antalet invånare är 13 673.
Terrängen runt Santa María Xonacatepec är kuperad österut, men västerut är den platt. Runt Santa María Xonacatepec är det mycket tätbefolkat, med 2 614 invånare per kvadratkilometer. Närmaste större samhälle är Puebla de Zaragoza, 11,9 km sydväst om Santa María Xonacatepec. Trakten runt Santa María Xonacatepec består till största delen av jordbruksmark.